# Shannon (Georgia)
Shannon es un lugar designado por el censo (en inglés, census-designated place, CDP) ubicado en el condado de Floyd, Georgia, Estados Unidos. Según el censo de 2020, tiene una población de 1919 habitantes.
Es parte del área metropolitana de Rome.

## Geografía
La localidad está ubicada en las coordenadas 34°20′25″N 85°5′3″O / 34.34028, -85.08417 (34.340318, -85.084083). Según la Oficina del Censo, tiene un área total de 13.01 km² , de la cual 12.90 km² son tierra y 0.11 km² son agua.

## Demografía
| Raza                   | Núm. | Porc.  |
| ---------------------- | ---- | ------ |
| Blancos                | 1716 | 89.42% |
| Afroamericanos         | 59   | 3.07%  |
| Amerindios             | 1    | 0.05%  |
| Asiáticos              | 5    | 0.26%  |
| Otras razas            | 27   | 1.41%  |
| De una mezcla de razas | 111  | 5.78%  |

Del total de la población, el 3.91% son hispanos o latinos de cualquier raza. 
Según la Oficina del Censo, en 2000 los ingresos medios de los hogares de la localidad eran de $41,144 y los ingresos medios de las familias eran de $42,578. Los hombres tenían ingresos medios por $30,181 frente a los $22,000 que percibían las mujeres. Los ingresos per cápita para la localidad eran de $17,565. 
De acuerdo con la estimación 2016-2020 de la Oficina del Censo, los ingresos medios de los hogares de la localidad son de $47,431 y los ingresos medios de las familias son de $65,148.